# Арианский баптистерий
Арианский баптистерий (итал. Battistero degli Ariani) — баптистерий, построенный в Равенне на рубеже V и VI веков по приказу Теодориха Великого, который был сторонником арианства. Название «Арианский» было дано, чтобы отличать его от баптистерия (в том же городе), построенного епископом Неоном (баптистерий православных)
В 1996 году баптистерий в составе раннехристианских памятников Равенны был включён в число объектов Всемирного наследия.

## История баптистерия
Постройку баптистерия относят к концу V — началу VI веков, в этот же период была выполнена его подкупольная мозаика. В 561 году, после осуждения арианства баптистерий был превращён в ораторий Девы Марии (Oratorio di S. Maria in Cosmedin). С XVIII века до 1914 года здание находилось в частной собственности. К середине XX века было обстроено со всех сторон позднейшими пристройками, которые были разрушены и снесены в ходе Второй мировой войны. Пол лежит выше первоначального уровня на 230 см.
Рядом с баптистерием во времена Теодориха стоял арианский кафедральный собор, посвящённый сначала Воскресению (Hagia Anastasis), затем св. Фёдору и наконец Святому Духу. Находящаяся сейчас на его месте церковь Санто-Спирито является по большей части результатом перестройки, предпринятой в 1543 году.

## Архитектурные особенности
Архитектура арианского баптистерия схожа с (возведенным ранее в той же Равенне) Баптистерием православных, который явно послужил моделью и для тематических мозаик арианского храма. Стенная кладка выполнена из толстых обожжённых кирпичей. Под кровлей находится карниз с зубчатым орнаментом.

## Внутреннее убранство
В интерьере превосходно сохранились мозаики с изображением сцены Крещения Христа и апостолов. В создании мозаики участвовали пять мозаичистов. Как отмечает академик В. Н. Лазарев, «по сравнению с мозаиками V века краски сделались более тяжёлыми и пёстрыми, ухудшился рисунок (особенно конечностей), укрупнились черты лица, в жёстких складках появилась подчёркнутая прямолинейность, формы приобрели упрощённо геометрический характер». Общий характер мозаики отличается монументальностью с чертами примитивизма.
Центральный медальон купола содержит сцену крещения Христа Иоанном Крестителем. Характерной для ранних его изображений особенностью композиции является полностью обнажённая фигура Христа, персонификация реки Иордан в образе старца и излияние на голову Христа из клюва голубя, символизирующее помазание Святым Духом.
Вокруг центрального медальона подкупольной мозаики изображены двенадцать апостолов, идущие с венцами (кроме апостолов Петра с ключами и Павла со свитком) к престолу уготованному —- часть по часовой стрелке, часть против часовой, вследствие чего два апостола напротив престола оказываются спиной друг к другу. В отличие от православного баптистерия все апостолы в арианском храме изображены с нимбами. Фигуры апостолов разделены пальмами.

Подкупольная мозаика
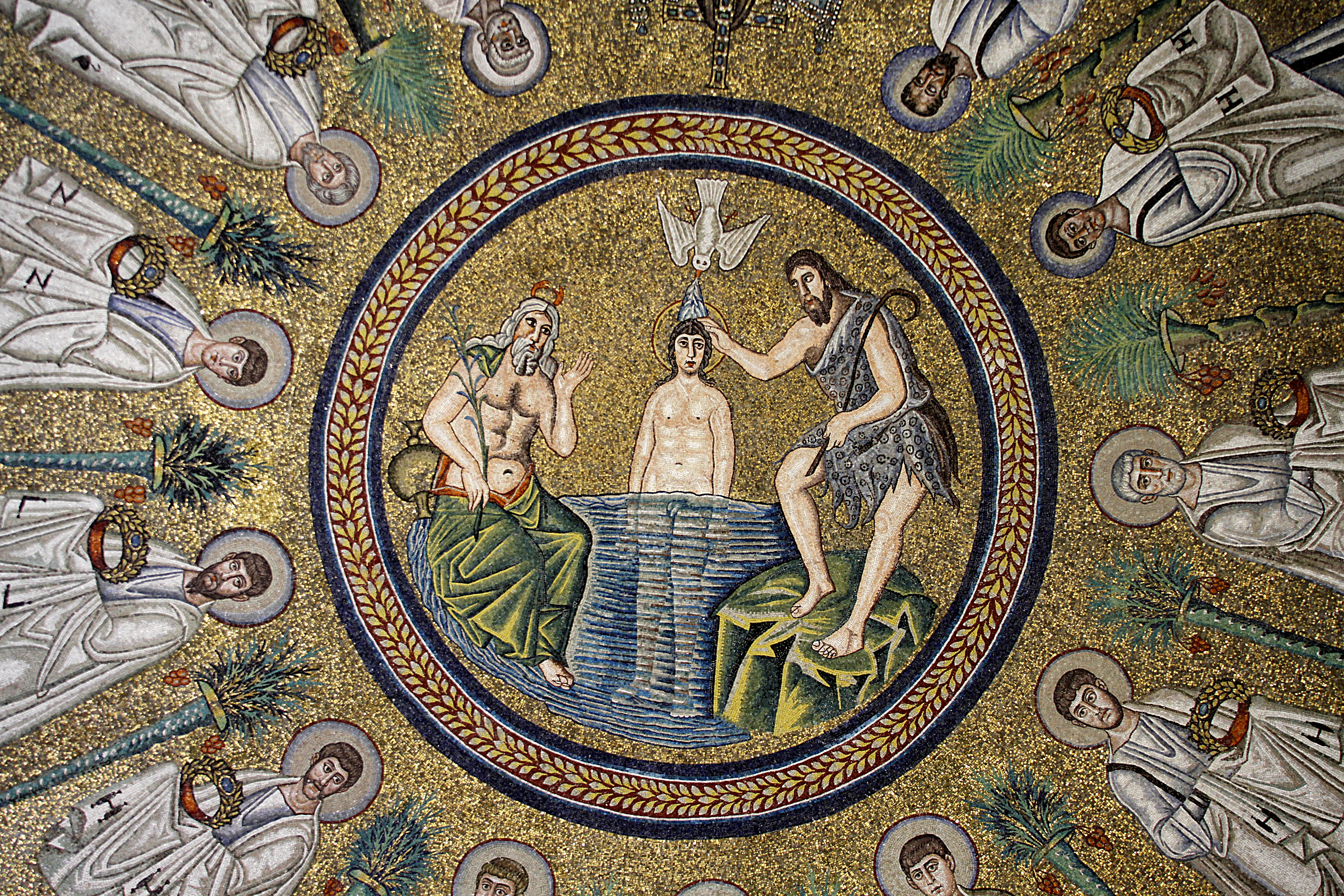
Мозаика «Крещение Христа»
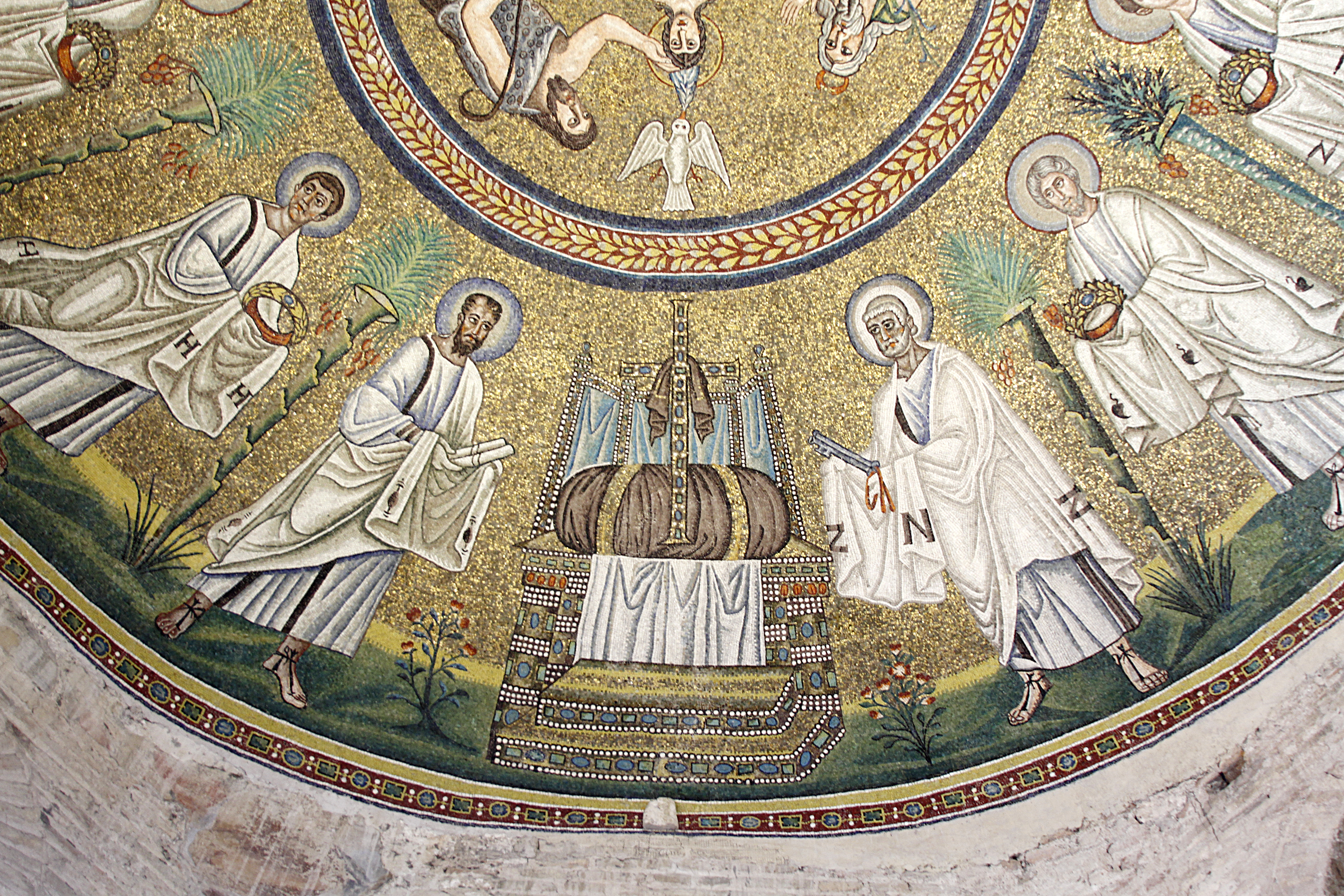
Процессия апостолов
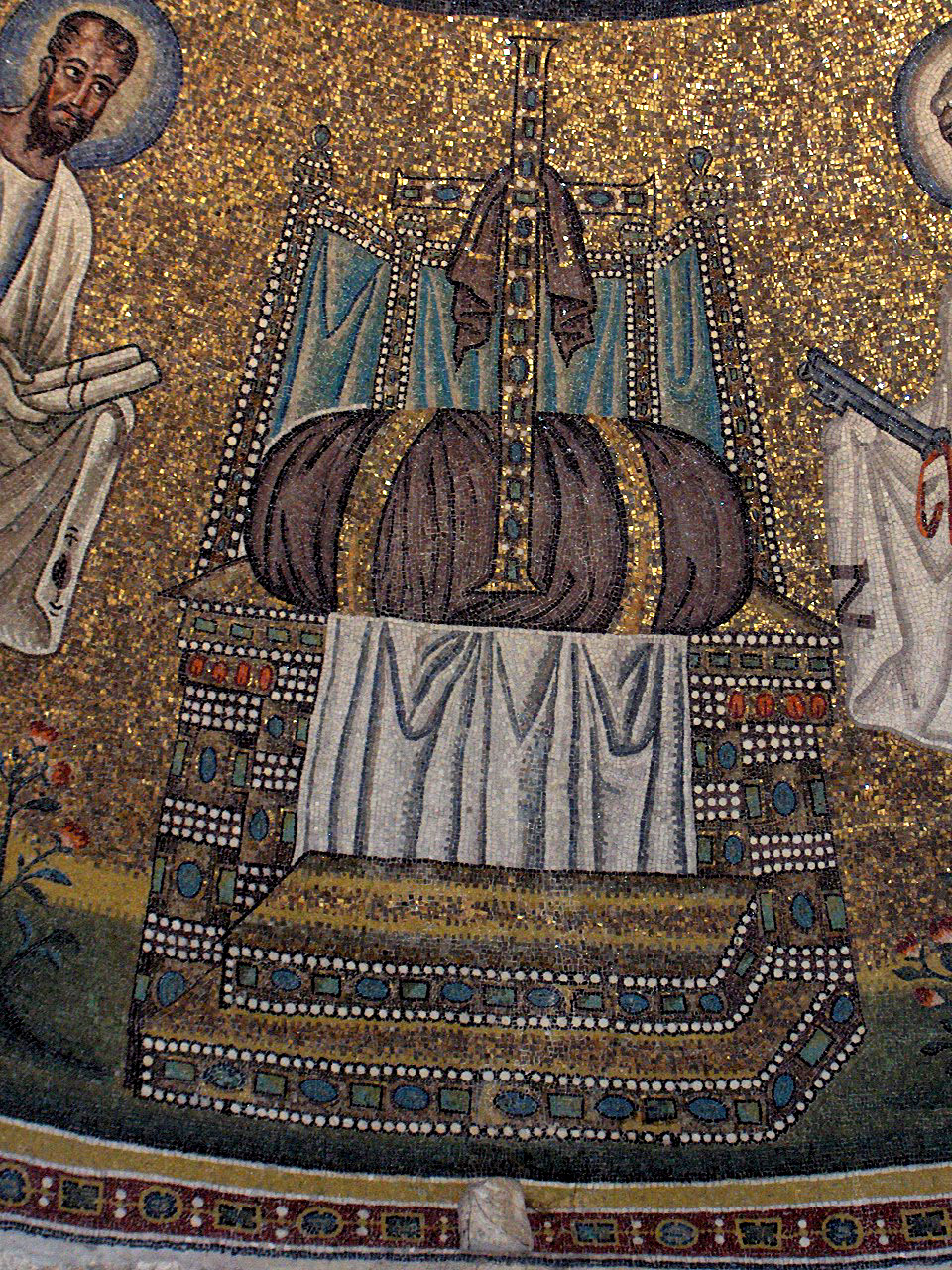
Престол уготованный